# Jean Nengbaga Tshibanga
Jean Nengbaga Tshibanga, est un homme politique du Congo-Kinshasa. Il occupe le poste de ministre de l’Enseignement technique et professionnel dans le gouvernement Matata II depuis le 8 décembre 2014.